# Костел святого Архангела Михаїла (Чабарівка)
Костел святого Архангела Михаїла в Чабарівці — римсько-католицька церква в селі Чабарівці Тернопільської области України.

## Відомості
У 1925—1935 рр. збудовано мурований філіальний костел.
У радянський період у культовій споруді діяв колгоспний склад. У 2000-х роках храм повернули римсько-католицькій громаді.